# Paxtaobod
Paxtaobod es una localidad de Uzbekistán, en la provincia de Andillán.
Se encuentra a una altitud de 513 m sobre el nivel del mar. 

## Demografía
Según estimación 2010 contaba con una población de 27 062 habitantes.